# Портрет Александра Александровича Писарева
«Портрет Александра Александровича Писарева» — картина Джорджа Доу и его мастерской из Военной галереи Зимнего дворца.
Картина представляет собой погрудный портрет генерал-майора Александра Александровича Писарева из состава Военной галереи Зимнего дворца.
Во время Отечественной войны 1812 года полковник Писарев командовал батальоном в лейб-гвардии Семёновском полку, отличился в Бородинском сражении. С начала Заграничных походов 1813 и 1814 годов командовал Киевским гренадерским полком, а затем и 1-й бригадой 2-й гренадерской дивизии, за отличие в сражении под Лютценом произведён в генерал-майоры, а за сражение при Бауцене награждён орденом Св. Георгия 4-го класса, в Битве народов под Лейпцигом был ранен, вновь отличился при взятии Парижа в 1814 году.
Изображён в генеральском мундире, введённом для пехотных генералов 7 мая 1817 года, на плечи наброшена шинель. Слева на груди звезда ордена Св. Анны 1-й степени; на шее кресты орденов Св. Георгия 3-го класса и Св. Владимира 3-й степени; по борту мундира кресты прусского ордена Пур ле мерит и сардинского ордена Св. Маврикия и Лазаря; справа на груди серебряная медаль «В память Отечественной войны 1812 года» на Андреевской ленте. Подпись на раме: А. А. Писаревъ, Генералъ Маiоръ.
7 августа 1820 года Комитетом Главного штаба по аттестации Писарев был включён в список «генералов, заслуживающих быть написанными в галерею» и 22 июля 1822 года император Александр I приказал написать его портрет. Сам Писарев в это время был начальником 10-й пехотной дивизии, расквартированной в Польше, и ему 31 июля того же года из Инспекторского департамента Военного министерства было направлено письмо о предстоявшей поездке Доу в Варшаву и с просьбой встретиться с художником. Однако встреча эта не состоялась, 1 января 1823 года Писарев вышел в отставку и поселился в своём имении под Москвой.
В качестве прототипа для галерейного портрета Доу использовал портрет Писарева работы Я. И. Аргунова, исполненный в 1817 году. Этот портрет современным исследователям известен в двух копиях. Одна копия представляет собой миниатюру работы неизвестного художника, находившуюся в собрании великого князя Николая Михайловича и опубликованную им в издании «Русские портреты XVIII и XIX столетий» . Вторая копия является гравюрой А. А. Флорова с собственноручного рисунка Я. И. Аргунова, она была опубликована в качестве фронтисписа к сочинению Писарева «Военные письма», а также широко разошлась отдельными оттисками, один из которых имеется в собрании Пушкинского музея (бумага, гравюра резцом, 19,8 × 11,9 см, инвентарный № ГР-25891); эта гравюра также имеется и в коллекциях ряда других музеев России. Д. А. Ровинский упоминает о существовании другой гравюры, снятой с оригинала Аргунова, работы Г. А. Афанасьева, причём утверждает, что гравюра Флорова является копией с неё.
Гонорар Доу был выплачен 25 апреля 1823 года и 29 декабря 1824 года. Готовый портрет был принят в Эрмитаж 7 сентября 1825 года.
В собрании музея Института русской литературы РАН (Пушкинский дом) имеется очень близкая копия с галерейного портрета работы неизвестного художника и датируемая 1837 годом (холст, масло, 70 × 61 см, инвентарный № Ж-99).

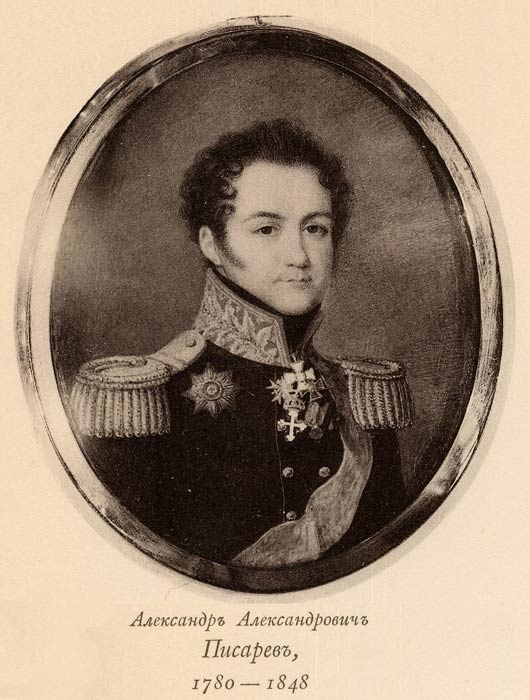
Миниатюра из собрания великого князя Николая Михайловича по картине Я. И. Аргунова
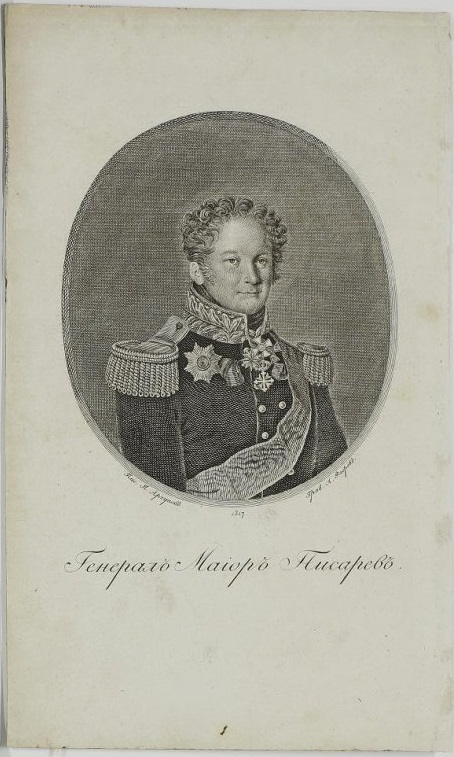
Гравюра А. А. Флорова по рисунку Я. И. Аргунова
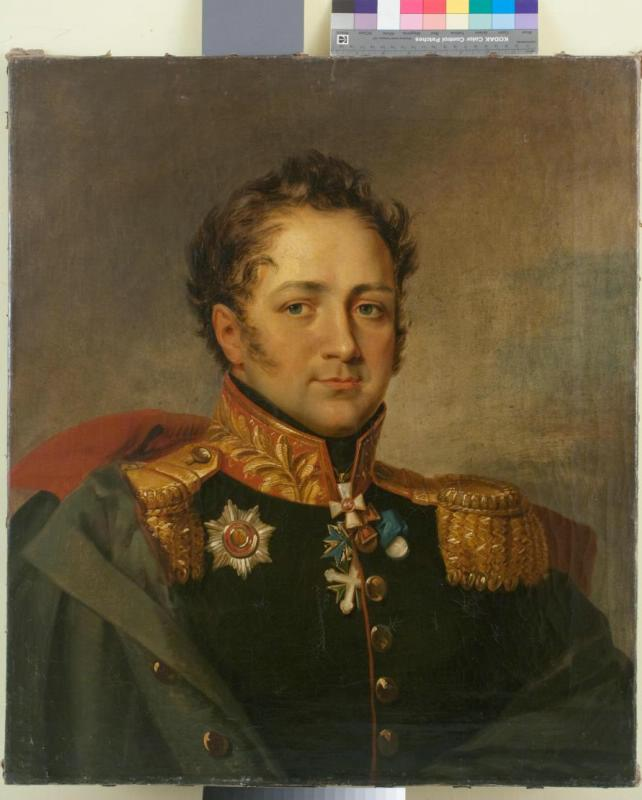
Копия 1837 года из Пушкинского дома